# Мнемон
«Мнемон» — рассказ классика фантастического жанра Роберта Шекли, написанный в 1971 году. 
Впервые был опубликован в ноябре 1972 года, в сборнике «Вы что-нибудь чувствуете, когда я прикасаюсь?»/«Того же и вам, но вдвойне». 
В 1982 году был переиздан в сборнике «Так люди этим занимаются?».
Интересным является то обстоятельство, что рассказ является попыткой продолжить тему, поднятую Рэем Бредбери в романе «451 градус по Фаренгейту». В своё время Шекли пытались обвинить в плагиате, однако сам Бредбери сказал, что в данном случае обвинения в плагиате неуместны.
Безусловно, и в данное произведение, и в роман Бредбери вложены схожие идеи, мысли, но ни в сюжетном, ни в языковом они не имеют почти ничего общего. Рассказ «Мнемон» может выступать как продолжение повести «451 градус по Фаренгейту» с очень большой натяжкой.

## Сюжет
В один захолустный американский городок приходит человек, представившийся как некий Эдгар Смит, который объявил что он — мастер по ремонту мебели. Но никому не приходит в голову (до поры, до времени), что этот человек — Мнемон — тот, кто помнит тексты книг, и, рассказывая, передаёт их другим.
Ведь совсем недавно закончилась страшная война, и человечеству надо подниматься. И правители решили, что подняться вновь можно только если начать с нуля. Забыть всё прошлое. Забыть всё то, что составляло историю человечества, победы и поражения, великих людей, великие фразы, великие произведения, забыть всё, что неугодно власти. Были протесты, но «доводы» власти были таковы, что «Здравомыслящие согласились, что литература в лучшем случае не нужна, а в худшем — вредна». И книги исчезли.
Но остались те, кто помнил книги. Наизусть. И они ходят по свету, передавая крупицы знаний другим, другие же готовы платить за обрывки цитат из книг всем, что имеют (так, жители этого городка тратят крупные суммы за переданные им отрывки произведений старинных авторов). Но это не нравится властям и мнемоны объявлены вне закона. И очень скоро приходит расплата.

## Разное
Русский перевод произведения был озвучен в рамках проекта «Модель для сборки».